# Amelia Smart
Amelia Smart (Invermere, 1º agosto 1998) è una sciatrice alpina canadese.

## Biografia
Amelia Smart è sorella di Eleri, a sua volta sciatrice alpina; attiva dal dicembre 2014, ha debuttato in Nor-Am Cup il 13 dicembre 2014, nello slalom speciale disputato a Panorama (31ª), e nella medesima località ha ottenuto anche il primo podio (il 16 dicembre 2015, 3ª in slalom gigante) e la prima vittoria (il 13 dicembre 2016, in combinata) nel circuito.
Ha esordito in Coppa del Mondo il 25 novembre 2017 a Killington, senza completare lo slalom gigante in programma; ai Mondiali di Åre 2019, suo esordio iridato, è stata 22ª nello slalom speciale, mentre a quelli di Cortina d'Ampezzo 2021 si è classificata 27ª nello slalom speciale. L'anno dopo ai XXIV Giochi olimpici invernali di Pechino 2022, sua prima presenza olimpica, si è piazzata 27ª nello slalom speciale; nella medesima specialità ai Mondiali di Courchevel/Méribel 2023 è stata 24ª e a quelli di Saalbach-Hinterglemm 2025 non ha completato la gara.

## Palmarès

### Coppa del Mondo
- Miglior piazzamento in classifica generale: 56ª nel 2023

### Coppa Europa
- Miglior piazzamento in classifica generale: 159ª nel 2017

### Nor-Am Cup
- Miglior piazzamento in classifica generale: 5ª nel 2017
- Vincitrice della classifica di slalom gigante nel 2017
- Vincitrice della classifica di slalom speciale nel 2018
- 25 podi:
  - 11 vittorie
  - 7 secondi posti
  - 7 terzi posti

#### Nor-Am Cup - vittorie
| Data             | Località                    | Paese       | Specialità |
| ---------------- | --------------------------- | ----------- | ---------- |
| 13 dicembre 2016 | Panorama                    | Canada      | KB         |
| 18 dicembre 2016 | Panorama                    | Canada      | GS         |
| 6 febbraio 2019  | Snow King Mountain          | Stati Uniti | SL         |
| 6 febbraio 2019  | Snow King Mountain          | Stati Uniti | SL         |
| 14 marzo 2019    | Stowe Mountain/Spruce Peake | Stati Uniti | SL         |
| 19 dicembre 2019 | Nakiska                     | Canada      | SL         |
| 17 dicembre 2021 | Panorama                    | Canada      | SL         |
| 18 dicembre 2021 | Panorama                    | Canada      | SL         |
| 8 aprile 2024    | Panorama                    | Canada      | SL         |
| 12 dicembre 2024 | Panorama                    | Canada      | SL         |
| 13 dicembre 2024 | Panorama                    | Canada      | SL         |

Legenda:

GS = slalom gigante

SL = slalom speciale

KB = combinata

### Australia New Zealand Cup
- Miglior piazzamento in classifica generale: 23ª nel 2018
- 1 podio:
  - 1 terzo posto